# Мурована Госьліна

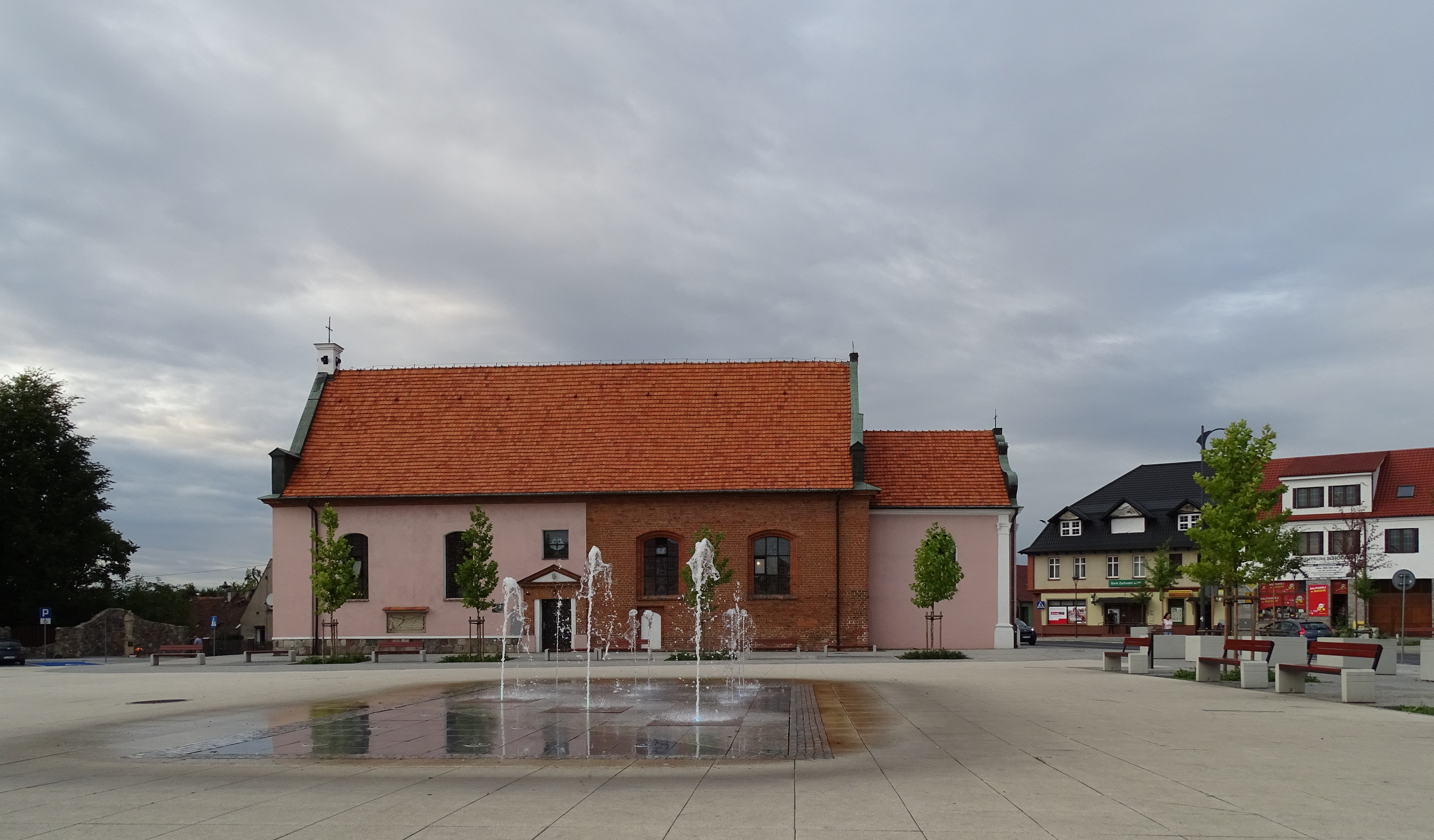
Церква Якова Апостола з 1605 року.

Мурована Госьліна (пол. Murowana Goślina) — місто в західній Польщі, на річці Троянка.

## Демографія
Демографічна структура станом на 31 березня 2011 року:
|          | Загалом | Допрацездатний вік | Працездатний вік | Постпрацездатний вік |
| -------- | ------- | ------------------ | ---------------- | -------------------- |
| Чоловіки | 5083    | 981                | 3825             | 277                  |
| Жінки    | 5220    | 970                | 3550             | 700                  |
| Разом    | 10303   | 1951               | 7375             | 977                  |